# 下思朗州
下思朗州（下思郎州），是明代交阯承宣布政使司諒山府下轄的一個州，治所約在今越南下琅縣，位於高平省東部，上琅縣的東南方。

## 沿革
- 秦屬象郡、漢屬九真郡、孫吳分屬九德郡，隋屬愛州、唐為愛州地[2]。
- 永樂五年（1407年）六月癸未朔置，隸諒山府[3]。
- 永樂九年四月十三日，改名下思郎州[4]。
- 永樂十七年三月十九日，設下思郎州儒學[5]。
- 永樂十七年九月十四日，併下思郎州入上思郎州[6]。